# 대니엘 헤링턴
대니엘 헤링턴(Danielle Herrington, 1993년 5월 26일 ~ )은 미국의 모델이다. 2018 스포츠 일러스트레이티드 수영복 특집호 커버를 장식했다.